# Mob 47
Mob 47 is een hardcore punk-band uit Zweden, geformeerd in 1982. Voorheen bekend onder de naam Censur. De band was sterk beïnvloed door Discharge en was tevens een van de grondleggers van het crustcore-genre. In oktober 2007 is hun legendarische ep Kärnvapen Attack heruitgegeven door Havoc Records.

## Bandleden

### Laatst bekende line-up
- Åke (zang, gitaar)
- Jögge/Jugga (zang)
- Chrille (drums)
- Johan (basgitaar)

### Ex-leden
- Mentis (zang) (periode 1983-1984)
- Robban (zang) (periode 1985)
- Tommy (zang) (periode 1985-1987)

## Discografie

### Tapes
- Hardcore Cassette (1983 / Cassette)
- Hardcore Attack (1984 / Cassette)
- Sjuk Värld (Jaar onbekend / Cassette)

### Compilaties
- P.E.A.C.E (1984 / lp)
- Cleanse The Bacteria (1985 / lp)
- Really Fast (volumes 1-3) (1985-1995 / lp-cd)
- Eat My Brain Go Insane (1986 / lp)
- I've Got An Attitude Problem (1987 / 7")
- Varning För Punk (1994 / 3 cd-boxset)
- Stockholms Mangel (2000 / cd)
- Network Of Friends (1996 / cd)
- Ultimate Attack (2004 / 2xCD)
- Back To Attack (2008 / 2xCD)

### Singles/ep's
- Kärnvapen Attack (1984 / 7")

### Splits met andere bands
- Garanterat Mangel - split met Protes Bengt (1995 / cd-lp)

### Bootlegs
- Ultrahuset Massacre (1986 / lp)
- Racist Regime (1986 / lp)
- War Victim (1993 / ep)
- Stop The Slaughter (2003 / lp)
- Censur - Peace And Anarchy (2005 / lp)